# Politica de Securitate și Apărare Colectivă
Politica de Securitate și Apărare Colectivă (PSAC) face referire la măsurile de apărare și de diplomație defensivă ce pot fi întreprinse de Uniunea Europeană în caz de necesitate. Este una dintre componentele principale ale Politicii Externe și de Securitate Comună.